# Tasov, Hodonín
Tasov là một làng thuộc huyện Hodonín, vùng Jihomoravský, Cộng hòa Séc.